# Superintendencia General de Seguros (Costa Rica)
Superintendencia General de Seguros (Costa Rica) es una organización adscrita al Banco Central de Costa Rica, responsable de la autorización, regulación y supervisión de las personas físicas o jurídicas, que intervengan en los actos o contratos relacionados con la actividad aseguradora, reaseguradora, la oferta pública y la realización de negocios de seguros. Este funciona bajo la dirección del Consejo Nacional de Supervisión del Sistema Financiero (CONASSIF). El Consejo Nacional de Supervisión del Sistema Financiero (CONASSIF) es la entidad de dirección superior encargada de la integración de las actividades de regulación y supervisión del sistema financiero en Costa Rica. Ejerce dirección sobre la Superintendencia General de Entidades Financieras (SUGEF), la Superintendencia General de Valores (SUGEVAL), la Superintendencia General de Seguros (SUGESE) y la Superintendencia de Pensiones (SUPEN).
Su objetivo principal es velar por la estabilidad y el eficiente funcionamiento del mercado de seguros, así como entregar la más amplia información a los consumidores de seguros y la población en general.

## Antecedentes
Durante 84 años, el mercado de seguros de Costa Rica funcionó como monopolio bajo la dirección del Instituto Nacional de Seguros (INS), institución perteneciente al Gobierno de Costa Rica.
En agosto del 2008, se aprueba la apertura del mercado de seguros, situación que se da en el contexto del Tratado de Libre Comercio entre Estados Unidos, Centroamérica y República Dominicana, y mediante la creación y promulgación de la Ley Reguladora del Mercado de Seguros (Ley 8653).
La Superintendencia General de Seguros (SUGESE) fue creada mediante la Ley N°8653 Ley Reguladora del Mercado de Seguros, del 7 de agosto de 2008.

## Funciones y Deberes Legales
Según el artículo 28 de la Ley Reguladora del Mercado de Seguros (Ley N°8653):
"La Superintendencia funcionará bajo la dirección del Consejo Nacional de Supervisión del Sistema Financiero y estará integrada al Sistema de Supervisión Financiera, establecido en los artículos del 169 al 177 de la Ley reguladora del mercado de valores, N.º 7732, de 17 de diciembre de 1997, a excepción de los artículos 174 y 175 de dicha Ley. A la Superintendencia, al superintendente y al intendente les serán aplicables las disposiciones establecidas, de manera genérica y de aplicación uniforme, para las demás superintendencias bajo la dirección del Consejo Nacional y sus respectivos superintendentes e intendentes.
El Banco Central de Costa Rica sufragará los gastos necesarios para garantizar el correcto y eficiente funcionamiento de la Superintendencia.La Superintendencia regirá sus actividades por lo dispuesto en esta Ley, sus reglamentos y las demás leyes aplicables. Las normas generales y directrices dictadas por la Superintendencia, serán de observancia obligatoria para las entidades y personas supervisadas.
La Superintendencia es un órgano operacionalmente independiente y responsable en el ejercicio de sus funciones; tiene suficientes poderes, protección legal y recursos financieros para ejecutar sus funciones y ejercer sus poderes. Asimismo, debe adoptar una clara, transparente y consistente regulación y supervisión, y debe emplear, entrenar y mantener un equipo de trabajo suficiente con altos estándares profesionales, quienes sigan los estándares apropiados de confidencialidad."

## Organizaciones Afines

### Nacionales
Rector: Consejo Nacional de Supervisión del Sistema Financiero (CONASSIF)

## Deportes
Durante el año 1978… el I.N.S jugó contra los clubes de la tercera división de Costa Rica; teniendo un acertado desempeño en aquel campeonato de ascenso para la segunda división. 

### Internacionales
Superintendencia de Valores y Seguros (Chile)

Superintendencia de Bancos y Seguros de Ecuador (SUPERBAN)

Superintendencia de Bancos de Guatemala

Superintendencia de Seguros y Reaseguros de Panamá

Superintendencia de Banca y Seguros del Perú